# フン族の起源

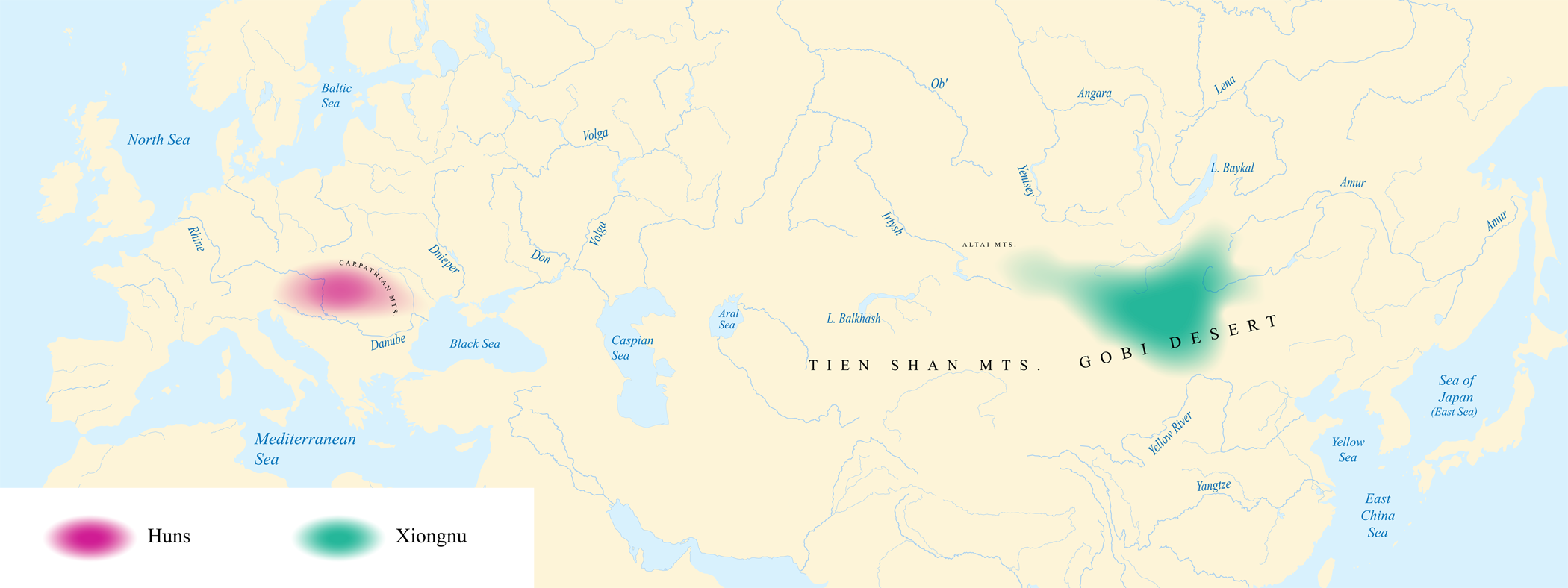
匈奴の勢力範囲とヨーロッパのフン族の勢力中心域を同時に示した地図。実際には、両者の活動時期の間には約200年の隔たりがある。

フン族の起源（フンぞくのきげん）では、4世紀から6世紀にかけて中央アジアからヨーロッパにかけて広く影響力を及ぼしたフン族の起源と、関連が指摘されている諸集団に関する議論について述べる。古代より文献には「イランのフン族」と呼ばれる勢力（キオン、アルハン・フン、キダーラ朝、エフタル、フーナ族など）が言及されており、これらとフン族の関係については長きにわたり歴史学上の論争が続いている。特に有名なフン族の起源論として、中国史上の匈奴と同一視する説がある。これは1757年にジョゼフ・ド・ギーニュが提唱し、エドワード・ギボンが普及させたものである。それ以降、多くの歴史学者が言語学・歴史学・考古学などの観点からフン族と匈奴の関係性を見つけ出そうとしたが、20世紀半ばに中国学者のオットー・メンヒェン＝ヘルフェンの批判を受け、この仮説は下火になった。近年になって、フン族と匈奴の間に新たに部分的な関係を見出す研究が発表されている。このため匈奴・フン同族説は一仮説として再び歴史学の主流へと戻ってきたが、未だに議論が続いている。
匈奴や中央アジアの諸族とフン族を結びつける最大の証拠と考えられているのが、それぞれの集団名の類似性である。すなわち「匈奴」（Xiongnu）と呼ばれた集団はソグド語ではXwn、サンスクリット語ではHuṇaと呼ばれており、これが西洋でフン族（ラテン語: Hunnni）と呼ばれるようになったというのである。またヨーロッパのフン族と匈奴がどちらも金属製の大釜を使う習慣を持っていたことが指摘されている。しかし一方で、「フン」に関連付けられている諸集団では依然として考古学的知見や習俗面における相違点が類似点を上回るほど多岐にわたっている。さらに、匈奴が歴史上から姿を消してから、後にヨーロッパに進出するものと同じフン族が初めて中央アジアに現れるまでに約200年もの間が空いている。こうした反論の余地があるため、匈奴・フン同族説を否定する学者も多い。
なお、匈奴は48年に南北に分裂し、南匈奴は後漢に従った後魏晋南北朝時代まで命脈を保っている。フン族との関連が指摘されているのは北方に残り2世紀に中国史上から姿を消した北匈奴のみであるが、欧米文献では単に匈奴(Xiongnu)とされることが多い。そのため、本項でも特に断りがなくとも「匈奴」という名を北匈奴を指すものとして用いる。

## 匈奴・フン同族説の沿革

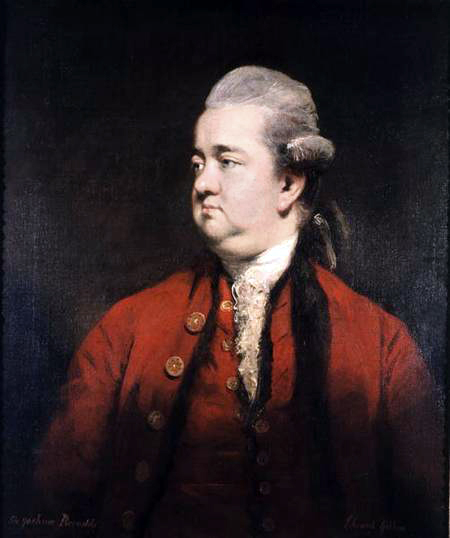
18世紀イギリスの歴史家エドワード・ギボンは、フン族と匈奴に関連性があるという説を広めるのに一役買った。

1757年、フランスの歴史学者ジョゼフ・ド・ギーニュが初めてヨーロッパのフン族と匈奴の関連性を指摘した。彼は両者の遊牧民としての習俗や集団名の類似性に着目している。ただしギーニュは文化的・言語学的・民族的な関連付けには興味を示さず、何らかの政治的な組織が存在して両者を「フン族」たらしめたと考えた。両集団を結び付ける考え方は、イギリスの歴史家エドワード・ギボンが『ローマ帝国衰亡史』 (1776年-1789年)の中で紹介したことで広く知られるようになった。ギーニュ説を解釈したギボンによれば、イランの（白い）フン族とヨーロッパのフン族は、かつて中国の近くに存在した匈奴の帝国が崩壊した際に生き残った2つの別個の集団が起源となったのだという。これ以降、匈奴・フン同族説はフン族を扱う多くの歴史家たちに瞬く間に受容されていった。
19世紀、言語学者の間では匈奴とフン族の言語の関連性を見出そうとする議論が活発に行われていた。この時期の学者たちは言語と民族を極めて密接に関係しているものと考えていたため、地理的に遠く隔てられた両民族が同じ言語を共有していたと立証することが不可欠であると思われていた。匈奴・フン同族説が広く受け入れられた一方で、フン族はフィン・ウゴル語派の言語を話し、匈奴はチュルク語族あるいはモンゴル語族の言語を話していたと考えて、両者の関連性を否定する学者も少なくなかった。また19世紀ロシアの学者の中にはフン族がスラヴ語派の言語を話していたと考え、非スラヴ語派の匈奴とは別物であるとする者もいた。19世紀後半の歴史学者・古典学者ジョン・バグネル・ベリーは最初ギーニュやギボンの説に疑義を示し、匈奴とフン族はたまたま名前が似ていただけだと主張したが、後に立場を改めて両者の関係性を認めた。
20世紀初頭、ドイツの中国学者フリードリヒ・ヒルトは、『魏書』を中心に中国の史書を検討し、フン族と匈奴の間の繋がりが立証されたと主張した。ヒルトの研究は広く認められ、1940年代には匈奴とフン族に何らかの関係性があるというのが歴史家や考古学者の間での定説となっていた。ところが1945年、オーストリア出身のアメリカの歴史学者オットー・メンヒェン＝ヘルフェンが、ヒルトは中国史書を誤読しているという主張を行った。メンヒェン＝ヘルフェンの研究により、ヒルトの説は「大打撃をこうむった」。さらにメンヒェン＝ヘルフェンは、当時の考古学や民族誌学に基づいた定説に疑義を示した。彼の主著The World of the Huns (1973年)ではこの問題に触れていないが、その他のいくつかの著作で、フン族と匈奴をその名前を根拠に同一視する説に反論している。著名なユーラシア学者デニス・サイナーは、このメンヒェン＝ヘルフェンの懐疑論を採用している。エッシェーとレベディンスキーは2007年に、フン族は匈奴の統治下あるいは影響下にあった中央アジア・南シベリアあたりから来たとするのが妥当だろうと述べている。
クリストファー・ベックウィズは、2009年に「ユーラシア学者の一般的なコンセンサス」として、匈奴とフン族は無関係であるという見解を示した。一方でこれに対する反論も、歴史家のエティエンヌ・ド・ラ・ヴァシエール (2005年・2015年)、歴史家・言語学者のクリストファー・アトウッド (2012年)、考古学者の林俊雄 (2014年)、歴史家のキム・ヒョンジン (2013年・2015年)らから出ている。しかし一方で、こうした両者の関連性を主張する説について、2020年にはアレクサンドル・サヴェリエフやジョン・チュンウォンらが「現代の学術界ではほんの限られた範囲でしか支持されていない」と述べている。2007年の時点で林俊雄は、ロシア・ハンガリー・ドイツでは同族説が有力だが、それ以外では懐疑論や証拠不十分であるという研究者が多いとまとめている。

### 日本における史学史
日本の東洋史学界では、白鳥庫吉（1924年）がヒルトの匈奴・フン同族説を批判したのに対し、内田吟風（1936年）がヒルト説を全面的に擁護した。また江上波夫（1948年）が考古学的に同族説を補強すると、それを榎一雄（1955年）は同族説の論証には不十分であると批判し、同定のためにはさらなる積極的な証拠が必要であると主張した。これらを整理した護雅夫（1970年）も榎の主張に共感を示すとともに、中央ユーラシアの諸勢力が征服者として名をとどろかせていた匈奴の名にあやかったり、侵入を受けた側が過去の記憶と結び付けて敵を匈奴と呼んだりした可能性もあるとした。林俊雄（2007年）はより新しく見つかった遺物をもとに考古学的な検討を行い、天山やカザフスタン付近を拠点としていた遊牧民の集団がかなり短期間でカスピ海を通り黒海北岸まで進出していたとし、さらに上述の通り2014年の論文で、モンゴル高原にいた集団が2-3世紀に中央アジア北部に移動し、さらに4世紀後半に西方へ進出したと結論付け、匈奴・フン同族説を補強した。

## 語源学的アプローチ

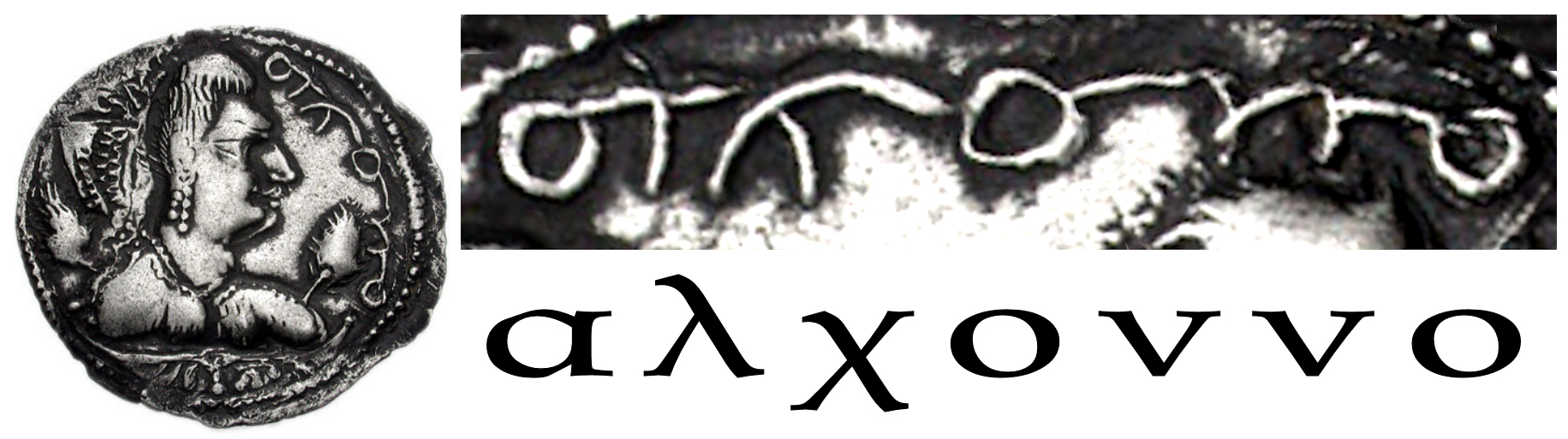
5世紀のアルハン・フンの君主ヒーンギーラの硬貨にバクトリア語で刻まれた"Alchono" (αλχοννο) 。chono という部分がフン族と関連する民族名である。

匈奴と他の「フン」と呼ばれる諸族を関連付けられる最も重要な証拠とされているのが、その名である。関連が想定されている言語と言葉としては、中国語のXiōngnú（匈奴）、ギリシア語のΟὖννοι (Ounnoi、ウーノイ)、ラテン語のHunni（フンニ）、ソグド語のXwn、サンスクリット語のHūṇa（フーナ）、パフラヴィー語のẊyon、アルメニア語のHon-k’である。H・W・ベイリー(1954年)は、ẊyonがHunと同一であることは、シリア語文献でHūnと読む語が、ペルシアの文献におけるẊyonを指すものとして使われており、またゾロアスター教の文献においてẊyonという語がサンスクリット語におけるHūṇaを指す語として用いられていることからもわかると主張した。またエティエンヌ・ド・ラ・ヴァシエールは、XiōngnúとXwm、Hūṇaが同じ民族を指していたことを示した。その他、アルハン・フンはALXONOと自称していたことが硬貨の銘から分かるが、xonoとはすなわちHunである。また彼らはインドの文献でHūṇaと呼ばれている。エフタルは硬貨の銘でOIONOと自称しており、Hunとの関連がうかがえる。またギリシアの歴史家プロコピオスは彼らを「白いフン」と呼び、サンスクリット語の著述家は「白いフーナ」(Śvēta Hūṇa) と呼んでいる。中国の歴史書である『魏書』ではバクトリアのキダーラ朝の君主を温那沙（Wēnnàshā）と呼んでいる。ヨーゼフ・マルクヴァルトはこれをHūnastanあるいはHūnashāhと解釈し、「フン族の国」または「フン王」を意味していると考えた。これに対し榎一雄はこれをOnnashāhと呼んで「匈奴王」の意味であると解釈し、ソグディアナが匈奴に征服支配されたことを示していると主張した。クリストファー・アトウッドはOnnashāhをフン族の王を指す語の中国語転写であると解釈した。東ローマ帝国は、この集団をフン族と呼んでいた。
こうした説に対し、デニス・サイナーは「2つの名がたまたま一致した」に過ぎないと主張している。メンヒェン＝ヘルフェンはイランのフン（キオン、エフタル、フーナ族) の名が同一であることには同意したものの、そこに何か意義を見出そうとする向きには否定的である。彼は、「HunsとHsiung-Nuは似た名を持っているかもしれないが、それでもワロン人（Walloons）とウェールズ人（Welsh）、ヴェネツィア人（Wenetians）とヴェンド人（Wends）くらいには違う」と述べている。リチャード・フライは、インドの「フン」たちは敵を恐れさせるためにあえてその名を名乗ったのだと主張している。H・W・ベイリーやデニス・サイナーなどの学者は、Ẋyonというイランの言葉は「敵」を意味するもので、そこから派生したHunは特定の集団を指さない遊牧民の総称であったと考えている。一方でド・ラ・ヴァシエール、アトウッド、キムらはこのサイナーらの語源解釈を全面的に否定している。ド・ラ・ヴァシエールとキムは、ヨーロッパとイランの「フン」が明白に同じ名前を使っており、それが「彼らが、古きステップの帝国的な壮大さを持つ伝統による結びつきが価値があり重大で、起源的な同一性とおそらくは将来的な野望の表れであると捉えていたことをはっきりと示しているものである」と述べている。
また匈奴・フン同族説の中核を成すXiōngnúとHunの類似事態についても議論の余地がある。メンヒェン＝ヘルフェンは、匈奴（Xiōngnú）という名は本来の彼らの自称を中国王朝がおおまかに中国語に転写したに過ぎない点を指摘している。彼は新の王莽が「屈従する」という否定的な意味を込めて匈奴を降奴（Hsiang-nu）と改称し、また後には「礼儀正しい」という肯定的な意味を込めて恭奴（Kung-nu）と改称した例を引き合いに出している。さらにクリストファー・ベックウィズは、上古中国語における「匈奴」の発音が正確には分かっていない点を指摘している。中古中国語では*χoŋnʊまたは*χʲoŋnʊと発音されていたと推定されている。上古中国語では最初の発音がsであり、これが後からχに変化した可能性もある。この場合はむしろ、イラン語群におけるサカ（Saka）あるいはスキタイ（skuδa）と関連している可能性もある。E・G・プーリーブランクは、上古中国語での発音を*flông-nahに近いものと推定し、ギリシアでフロウノイ (Φροῦνοι)と呼ばれていた遊牧民族と結び付けている。
アトウッドは上古中国語における「匈奴」の発音を*x(r)joŋ-na、*hɨoŋ-na、*hoŋ-na、*xoŋ-naなどと推定してベックウィズやプーリーブランクの説を否定したうえで、他にも西洋におけるHunとXiōngnúを結び付けるにはいくつもの問題点があると指摘している。
- Xiōngnúは二音節語だが、ソグド語、アルメニア語、シリア語、ペルシア語で対応しているとされる語はいずれも一音節語であり、ギリシア語やラテン語も二音節目は格変化語尾に過ぎないと考えられ後者に近い。
- Xiōngnúの最初のxは無声軟口蓋摩擦音だが、サンスクリット語、アルメニア語では有声声門摩擦音のhとなり、ギリシア語では摩擦音ですらない。
- Xiōngnúには軟口蓋鼻音(ŋ)が含まれるが、サンスクリット語ではそり舌鼻音(ṇ)が入り、それ以外では歯茎鼻音(n)になっている。
- Xiōngnúでは母音の前に半母音(ʲもしくはɨ)が入るが、同様に母音の前に半母音が入るのはペルシア語のみである[54]。

以上の問題点を解決するため、アトウッドは西方のすべての語はサンスクリット語のHūṇaから直接あるいは間接的に派生したものであり、Hūṇaと同根のものを中国語に転写したのがXiōngnúであるとし、後者はギリシア語のコーナイ（Χωναι）に相当する、という仮説を立てた。さらにアトウッドは、ペルシア語のẊyonは語源学的に他と無関係であり、単にHunに似ている古風な名前に過ぎない、と主張した。
Hunについてド・ラ・ヴァシエールはフン諸族の内名であると主張したのに対し、アトウッドはイラン諸語を話す商人や通訳者が使った外名ではないかと指摘している。

## 歴史学・文献学的アプローチ

### 『後漢書』

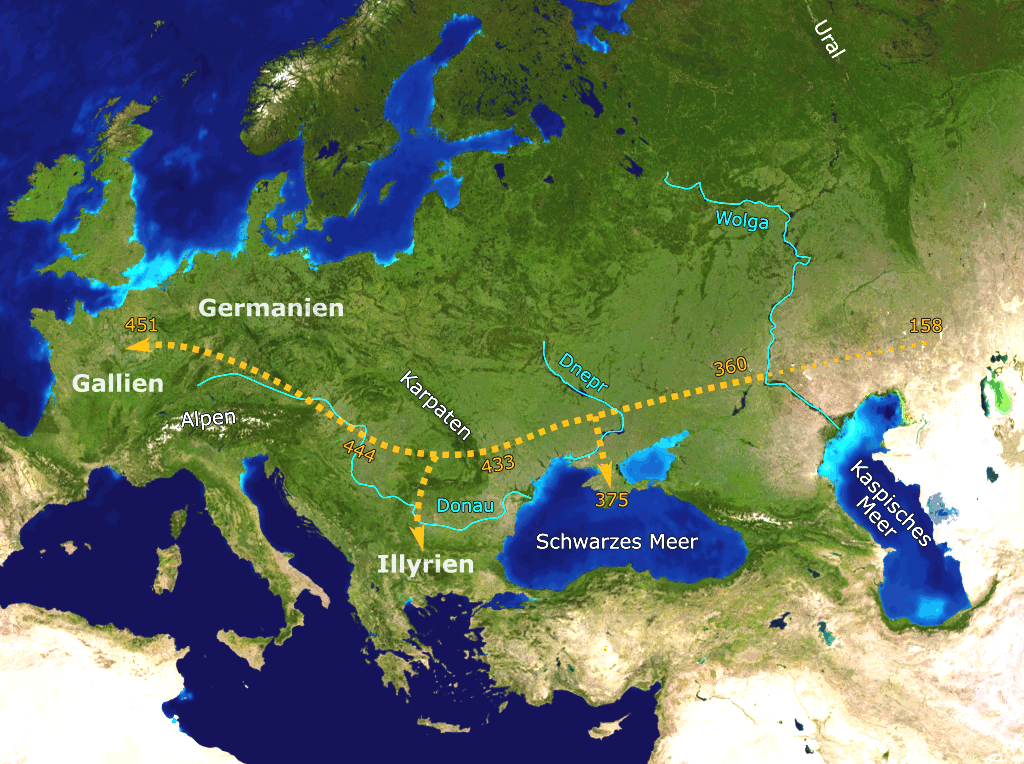
フン族の移動推定路

匈奴が鮮卑に征服され中国史上から消え去ってから、ギリシャ・ローマ世界の文献にフン族が登場するまでには約200年の隔たりがある。123年ごろ、北慮（林によれば北匈奴を指す）の呼衍王が蒲類（バルクル湖）と「秦海」を行き来しつつ西域を制圧した。内田吟風は秦海を大秦（ローマ）の海すなわち黒海であるとしたが、林俊雄はこれを否定し、もっと西域に近い湖であろうと述べている。そして151年に後漢が軍を派遣すると、呼衍王は去っていった。これが『後漢書』における北匈奴の最後の記録である。

### 『魏書』西域伝
『魏書』西域伝（散逸、『北史』西域伝から採録）悦般条によれば、『後漢書』によれば、知られている限り最後の匈奴の単于は91年に後漢・南匈奴連合軍に敗れて西方へ消え失せた、もしくは康居（烏孫の領域、現在のカザフスタン）へ移動した。また『魏書』によれば、彼らはさらに西へ向かったが、153年に現在のタシュケント付近で鮮卑に敗れた。これ以降の200年間、彼らに関する記録は一切残っていない。

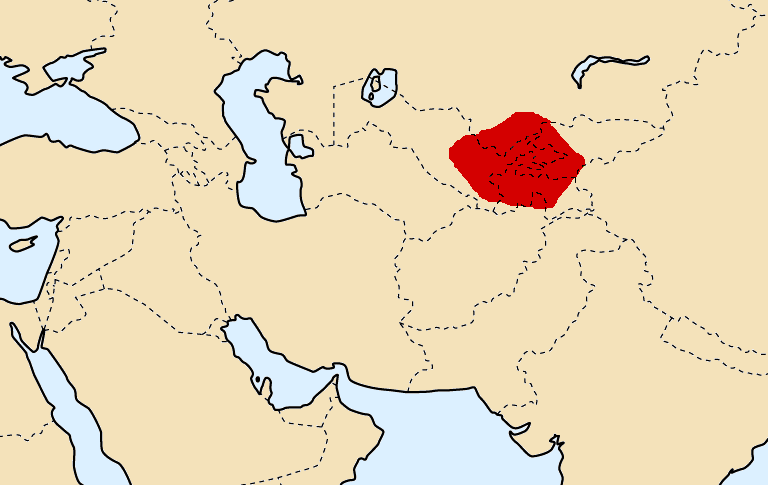
古代ソグディアナと現代の国境線

もう一つ『魏書』について問題となっているのが、西域伝粟特条である。
粟特国は、葱嶺の西に在り、かつての奄蔡であり、溫那沙ともいう。大澤（大きな湖）にのぞみ、康居の西北に在り、代から一萬六千里の距離にある。以前、匈奴が其の王を殺して其の国を領有し、忽倪という王まで三代を経ている。其の国の商人は先に多く涼土にやってきて販貨（交易）をして、姑臧を征服し、ことごとく捕虜とした。高宗の御代の初め、粟特王が使者を遣し身代金を求めてきたので、詔してこれを聞き入れた。それより後に朝献することはなかった。—魏書西域伝粟特条
フリードリヒ・ヒルト (1909年)は「奄蔡」をアラン人、「粟特国」をヨルダネスがサダゲスと記したクリミア半島のスグダグに比定し、これらを匈奴が征服した記録と解釈し、これがヨーロッパ・フン族の最初の征服活動にあたると考えた。内田はヒルトの中国語の発音解釈の誤りを指摘しつつ、「匈奴の奄蔡征服」をフン族のアラン人征服を同一視する理論には賛同し、1953年にも『魏書』内の地理的記述などからこの説を肯定した。一方で、「粟特」をソグディアナに比定する反論もヒルトの後から出ていた。白鳥（1924年）やメンヒェン＝ヘルフェン（1945年）は、産物の記述などから「粟特」をソグディアナと考え、征服者についても匈奴ではなくエフタルであるとし、榎もこれを支持している。榎は、粟特と奄蔡を結びつけたのは北魏の使節の誤解であり、粟特を支配したのはいわゆる匈奴ではなくヒオン（キオン）であると主張した。またメンヒェン＝ヘルフェンは、『魏書』の該当箇所の大半は、後世の他の文献によって加筆されたものであったと主張した。これについてド・ラ・ヴァシエールは、『通典』のような中国の他の文献に『魏書』の問題個所の原典が引用されていることを指摘した。彼によれば、この記述は367年に匈奴がソグディアナを征服したという内容であり、これはペルシアやアルメニアの文献においてペルシア人とキオンの戦争に関する言及があるのと同じ時期であるという。サイナーはキオンとフン族の関連を明確に否定し、前者はテュルク系であると主張している。しかし2013年にはキム・ヒョンジンが「歴史家の間では、キオンとフン族が同一であることは一般的なコンセンサスとなっている」と述べている。5世紀中国に闞駰が書いた地理書である『十三国志』によれば、アラン人とソグド人がそれぞれ別の支配者 (ヨーロッパ・フン族とキオン)に従っていた。プーリーブランクらはこれを誤認と判断し、支配者は同一民族であったと考えている。

### ヨーロッパの史書
デニス・サイナーによれば、フン族の起源を探るうえで最古の記録はローマの歴史家アンミアヌス・マルケリヌスの記録である。アンミアヌスによれば、フン族は「凍った海」に隣接するアゾフ海の向こう側に住んでいて、そこからヨーロッパに移動してきたのだという。なお「凍った海」という言葉については、これを文字通りには受け取れないとしている。またサイナーやメンヒェン＝ヘルフェンは、アンミアヌスが370年にフン族が現れるまで彼らについてほとんど何も知られていなかったとしているのに触れた上で、この記述を2世紀半ばに地理学者のプトレマイオスが記したクーノイ（Khounoi）という民族に結び付けている。さらにメンヒェン＝ヘルフェンは、マジャル人について「我々は今日までに、マジャル人がフン族のように中央ヨーロッパを席巻し始めるまでの300年の間、ドニエプル川、ブク川、ドニエストル川、プルト川、シレト川の流域に住んでいたのに、事実上ビザンツ帝国に気付かれていなかったという事実に気付いている」と述べ、370年以前にフン族が知られていなかったのは彼らが遠方から到来したためという説の証左にはならないと主張している。
アンミアヌスによれば、フン族の最初の征服で滅ぼされたエルマナリクの跡を継いだ東ゴート王ウィティミルが「別のフン」を傭兵として雇っていた。これについてメンヒェン＝ヘルフェンは、フン族が一掃した集団の中にテュルク語で解釈できる民族名をもつものがあると指摘し、フン族が到来する前に別のテュルクがこの地域に到来していて、これが「別のフン」と呼ばれた可能性があるとしている。

### その他
一方でフン族と匈奴の関連を主張する学者たちも、ヨーロッパ以外の地域の文献に証拠を求めている。3世紀バクトリア北部 (現在のアフガニスタン)出身の仏僧竺法護（ダルマラクシャ）は、サンスクリット語の民族名"Huṇa"を「匈奴」と訳した。これはフーナ族が言及された最初の例であり、ド・ラ・ヴァシエールは「これらの文献におけるこのフーナという名は、明確かつ政治的に匈奴を指している」と主張している。また、313年にNanaivandeという名のソグド商人の書簡で、"Xwn"が中国北部の諸都市を襲撃したという記述がある。これは同時代の中国の文献における匈奴と同じ集団である。これらにより、ド・ラ・ヴァシエールは「'Hun/Xwm/Huṇa'は、中国人が……『匈奴』と翻訳したのとまったく同じ名の転写によるものである」とした。
Robert Göblは貨幣研究を通して、フン族によるペルシア侵攻あるいは移住が4度起こっていると主張した。なおここには、硬貨を作らなかったキオンの活動は含まれない。これについてマーティン・ショットキーは、このペルシアに侵入した「フン」とヨーロッパのフン族は、移動の原因に関連がある可能性はあるものの、それぞれを構成する人々には直接の関係は無いとしている。この意見に対し、ド・ラ・ヴァシエールは中国の文献を用いて反論している。彼によれば、「フン」の諸集団は他の学者たちが言うように波状的に移動したのではなく、4世紀中ごろにまとまって一回大移動を行ったのだという。さらにド・ラ・ヴァシエールは、「フンの異なる諸集団は4世紀中ごろには中央アジアに確固とした拠点を有していた。それゆえ彼らは、ヨーロッパのフン族の起源という問題に時間的にも空間的にも結び付けることができるのである」と主張している。

## 考古学的アプローチ

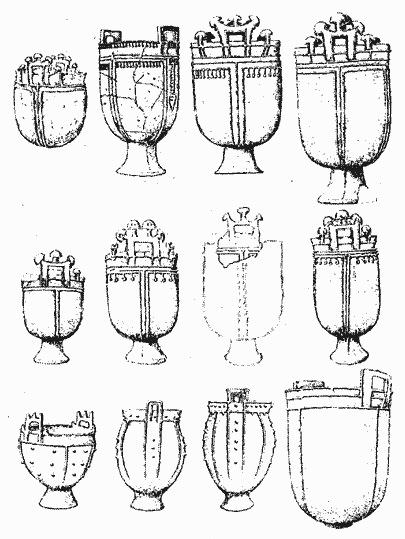
フン族の大釜

フン族と東・中央アジアの物質文化を結びつけるような考古学的知見は少数しか見つかっていない。両者の関連を示す最も重要な証拠となり得るのが、フン族と匈奴がそれぞれ使っていた青銅の大釜である。それぞれの大釜は似通っているだけでなく、匈奴の大釜からフン族の大釜へ大きな進化が見いだせるのだという。キム・ヒョンジンは、これをもって匈奴文化がフン族に受け継がれていたことが証明できると主張している。林俊雄は、こうした大釜の出土品を辿ることでフン族/匈奴の西遷を追うことができると主張した。しかしUrsula Brossederによれば、匈奴の大釜とフン族の大釜の中間に相当するような品は見つかっていない。また彼女は、この出土品ひとつをとって匈奴がフン族になったと立証することは出来ないと主張している。さらにBrossederは、匈奴の大釜はたいてい墓地に埋まっているのに対し、フン族の大釜は水辺で単独で出土しているという相違点も指摘している。
ヘザーは、フン族と匈奴が似たような武器を用いたと主張した。エッシェーとレベディンスキーは、フン文化にみられる三枚の矢羽をもつ巨大な鉄鏃は、明らかにアジアに由来するものだとしつつ、これらは匈奴のみが用いたものではないと述べている。メンヒェン＝ヘルフェンによれば、様々な「フン」にまとめられている集団が使っていた鏃はそれぞれ大きく異なっている。
1945年、メンヒェン＝ヘルフェンは、ヨーロッパのフン族が行っていたとされる頭蓋変形の慣習について、匈奴で行われていた証拠が無いと指摘した。ただしキムによればエフタルに頭蓋変形を行っていた証拠がみられる。より最近の考古学研究から、1世紀のシルダリヤ川周辺にいたケンコル・グループと呼ばれる集団が頭蓋変形を行っていたことが分かっており、この集団が匈奴と関係している可能性がある。頭蓋変形の慣習は、1世紀中央ユーラシアでは極めて広範囲で行われていたようである。

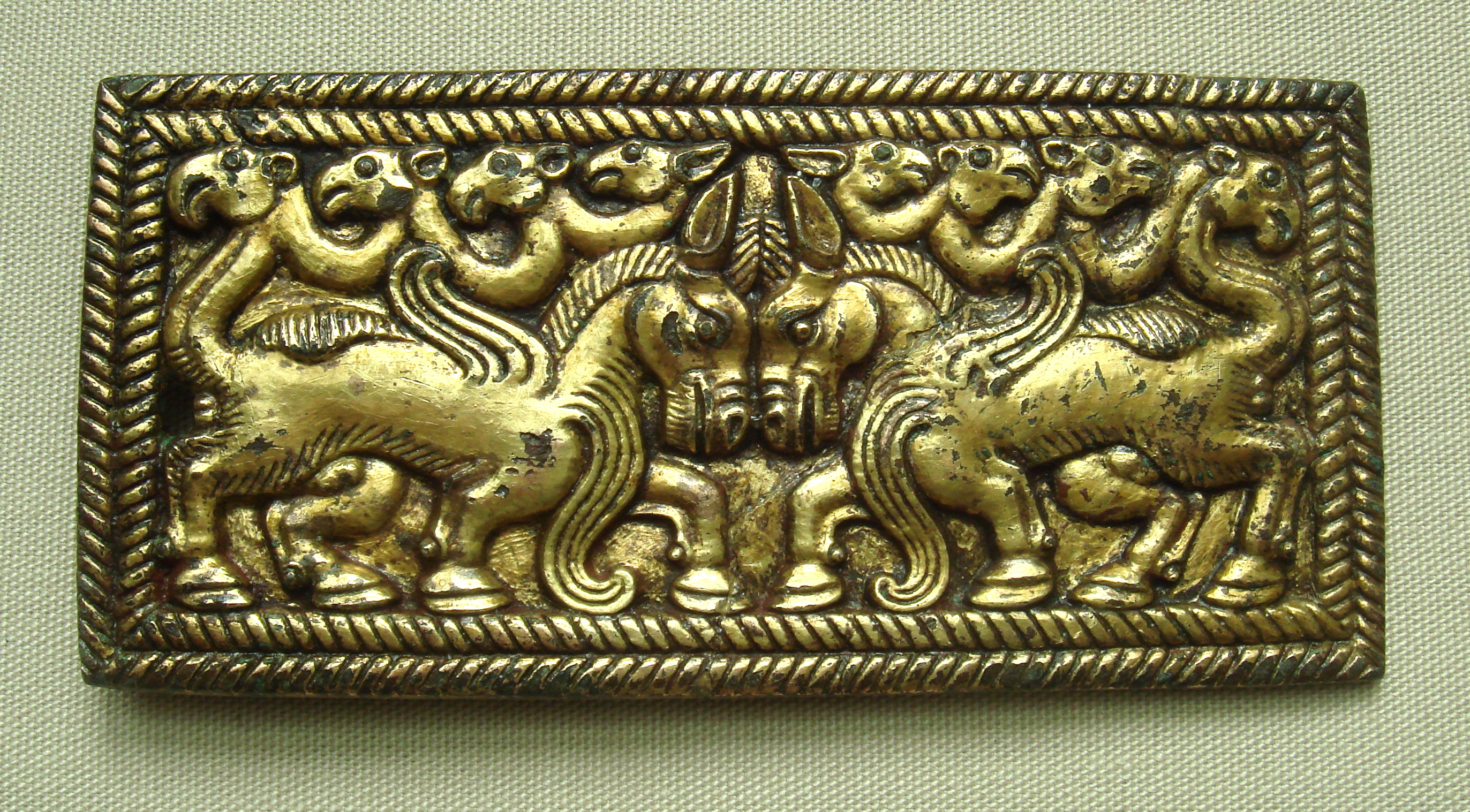
紀元前3世紀から紀元前1世紀に作られた、オルドス青銅器文化の帯留め

またメンヒェン＝ヘルフェンは、フン族の遺物に特徴的にみられる金葉と鱗文様が、匈奴の物品には見られないという点も指摘している。彼は、匈奴とオルドス青銅器文化により強い関連があるとしたうえで、オルドス文化にみられる動物のモチーフはフン族には見られないと論じている。2018年、Ursula Brossederは次のように述べている。
ここ数十年でモンゴル、アルタイ、トゥバ、南シベリアの考古学は大きく進歩したが、基本的な事実認識は変わっていない、すなわちこれら内陸アジア地域の諸集団の物質文化は、ヨーロッパのフン族のそれとは隔たりがあるということである。
Brossederは、4、5世紀の内陸アジアにおけるフン族や、1、2世紀のウクライナ・ステップにみられる個々の匈奴に似た物的痕跡が示すのは、民族移動の証拠というより、単に地域間で交流があったことの証という程度であるとしている。ただし彼女は、考古学では民族移動があったことを立証も反証もできないと述べている。一切の考古学的証拠を残さず集団が大移動を起こすことも少なくないからである。
エッシェーとレベディンスキー(2007年)によれば、ヨーロッパのフン族の遺跡から発掘された人骨はヨーロッパ系のものが多数派で、他にモンゴロイド、混血がみられる。I・ボナは、モンゴロイドの割合を20-25パーセントと推定している。

## 民族誌学的アプローチ
ピーター・ヘザーなどの学者は、民族誌学的な観点からフン族と匈奴の関係に疑義を呈している。例えば匈奴は辮髪をしていたと記されているが、フン族にそのような風習は無かった。またメンヒェン＝ヘルフェンは、フン族が髭を生やさない人々と描写されているのに対し、匈奴は髭を生やしていたと記録されている点も指摘している 。林はフン族の戦法や生活様式がアジア系の騎馬遊牧民の特徴を有しており、匈奴やスキタイとの共通点もあるが、フン族が匈奴であると断定できるほどではないとしている。
エフタルについては、メンヒェン＝ヘルフェンはプロコピオスの「フン族とは一切異なっている」という記述を採用している。彼によれば、結婚制度についてもフン族は複婚制を、エフタルは一妻多夫制を取っていたという。またプロコピオスはエフタルが「白い体」をしていたと記録しているが、フン族は暗い色の肌をしていたとされる。これについてキムは、単なる地理表現に過ぎない「白いフン」という言葉を聞いたプロコピオスが、肌の色のことだと誤解したのだと主張している。
ヘザーは他にも、匈奴が単于と呼ばれる一人の君主の下に統一勢力を形成していたのに対し、フン族はヨーロッパに出現した当時に単一の指導者を持っていなかったとみられる点を指摘している。これについてキムは、フン族も当初から支配者の下に統一されていたはずで、現存する史料に記録されていないだけだと主張している。
キムはフン族と匈奴の文化的共通点として、剣に対する信仰があったことを指摘している。匈奴については「徑路」、フン族については「マルスの剣」の話が伝えられている。

## 言語学的アプローチ
フン族の言語については、アルタイ語系、ウラル語系、古アジア系など様々な説が提示されている。エッシェーとレベディンスキーによれば、アッティラの親族の名などで特にチュルク語族系の影響が強く見られるが、固有名詞の中には複数のイラン語群の層が存在し、まずアジアのサカから、次いでヨーロッパでサルマタイ人とアラン人といった、その時々に隣接あるいは征服した集団から取り入れた層があるという。メンヒェン＝ヘルフェンは、匈奴がモンゴル語族の言語を話していたと考えられるのに対し、フン族はチュルク語族、エフタルはイラン語群の言語を話していたと主張している。また彼は他のところで、様々な「フン族」と呼ばれる集団（匈奴を除く）が皆同じ言語を話していたように考えられる中で、エフタルは「唯一の例外」であるとしている。これに対しピーター・ゴールデン は、エフタルはもともと古モンゴル語族の言語を話していて、後に「典型的な遊牧民」として活動しつつも被支配者の定住民の影響を受けて、イラン語群の言語を受容したと主張している。エッシェーとレベディンスキーは、フン族は様々な出自の民を包含し得た遊牧民の集合体であり、テュルク系言語を話していたと考えられる支配氏族あるいはカリスマ的王家のもとで統合されることによって「民族」に変容したとしている。この集合体は他民族を征服するたびに変容し、5世紀にフンとゲルマンの貴族層が血統的に混合した最終相をみることができると述べている。キム・ヒョンジンは、E・G・プーリーブランクやA・ヴォヴィンの研究を基に、もともとエニセイ語族の言語を話していたとみられる匈奴が、西へ移動する間にチュルク語族へと切り替わったと主張している。

## 遺伝学的アプローチ
2018年5月、フン族は東アジア人と西ユーラシア人の混血であったとする遺伝学論文が『ネイチャー』に掲載された。論文の筆者たちによれば、匈奴が西方へ拡張してサカと混血したものがフン族の祖先であるのだという。
2019年11月には、フン族とみられる3人の男性の遺骨を研究した遺伝学論文が『Scientific Reports』に掲載された。この3人の遺骨は、カルパチア盆地にあるそれぞれ別のフン族共同墓地で収拾されたもので、Y染色体ハプログループQ1a2、R1b1a1b1a1a1、R1a1a1b2a2を有していたことが分かった。現代ヨーロッパにおいてQ1a2が見られるのは稀だが、特にセーケイ人の中で顕著に見つかることが知られている。被検体となった3人のフン族男性はいずれも茶色の目、黒髪または茶髪を持ち、ヨーロッパとアジア両方に先祖を持っていたと考えられている。この結果は、匈奴がフン族の起源であるとする説とも矛盾しない。
しかしアレクサンドル・サヴェリエフやジョン・チュンウォンは、フン族の時代のカルパチア盆地の遺伝学的痕跡はアジアとの間に挟まる東ヨーロッパ平原では見つかっていない点を指摘している。